# Anikulapo (phim)
Anikulapo là một bộ phim giả tưởng sử thi của Nigeria năm 2022 do Kunle Afolayan sản xuất và Netflix phân phối. Được phát hành vào ngày 30 tháng 9 năm 2022, phim có sự tham gia của Kunle Remi, Bimbo Ademoye, Sola Sobowale, Hakeem Kae-Kazim and Taiwo Hassan. Bộ phim được quay ở Oyo State và Afolayan đã mô tả tác phẩm "Trò chơi vương quyền được tái hiện ở Nigeria nhưng được thể hiện tốt hơn bởi nền văn hóa của chúng ta (văn hóa Yoruba)".

## Tóm tắt
Anikulapo thuật lại câu chuyện về Saro (do Kunle Remi thủ vai), người mới đến Oyo với tư cách là một người lạ và là một thợ dệt vải truyền thống sử dụng kỹ thuật và khung dệt "aso-ofi". Saro có một mối tình bất chính với Nữ hoàng Arolake (do Bimbo Ademoye thủ vai)), người có một cuộc hôn nhân không hạnh phúc vì bị các bà vợ của nhà vua ghét bỏ và cũng không được nhà vua quan tâm, nhưng cô có nhiệm vụ phải ngủ với ông ta. Cô ấy vẫn còn trẻ và không quan tâm đến sự chú ý thường xuyên của vị vua lớn tuổi. Sự thiên vị của ông ấy đã làm nảy sinh sự ganh ghét từ những nữ hoàng lớn tuổi khác, những người đã ngược đãi cô ấy. Cô và Saro yêu nhau. Khi họ lên kế hoạch bỏ trốn, tin tức về mối tình của họ đã đến tai nhà vua, và Saro đã nhận bản án tử hình. Nhưng con chim thần thoại Akala đã đánh thức Saro khỏi cái chết. Nhờ hành động giải cứu quyết liệt của Arolake, Saro có được sức mạnh để hồi sinh người chết thông qua quả bầu bị Aroloke đánh cắp từ con chim Akala. Từ đây người ta gọi anh là Anikulapo, có nghĩa "người nắm giữ sinh mệnh". Khi Saro trở nên nổi tiếng ở ngôi làng mới Ojumo, anh ta đã để mắt đến những người phụ nữ khác và phản bội Arolake. Niềm tự hào quá mức của anh ta cũng chính là sự kiêu ngạo khi anh ta bắt đầu đưa ra những yêu cầu quá đáng từ dân làng trước khi anh ta có thể hồi sinh người chết. Khi Arolake nghe tin Saro đã yêu cầu cưới con gái của nhà vua trước khi anh ta có thể hồi sinh người thừa kế, cô ấy đã làm suy yếu nguồn sức mạnh của anh ta và bỏ đi. Saro thất bại trong việc hồi sinh hoàng tử và phát hiện ra mình không còn khả năng chế ngự cái chết.

## Diễn viên
Thủ đô Oyo
- Kunle Remi trong vai Saro:[5] thợ dệt vải aso-ofi đến từ làng Gbogan, đã học việc với những người giỏi nhất ở Iseyin
- Adebowale Adedayo trong vai Akanji: người đưa ra lời khuyên cho Saro, công dân Oyo.
- Bimbo Ademoye trong vai Nữ hoàng Arolake[5]: sau này là vợ cả của Saro
- Moji Afolayan Olayiwola trong vai Nữ hoàng Wojuola: người có giọng ca ngọt ngào, con của những nhạc công vĩ đại. vợ của vua Oyo.
- Sola Sobowale trong vai Awarun: chủ xưởng làm đồ gốm.
- Kunle Afolayan trong vai Akano Erin
- Malik Sanni trong vai Babarinsa: đứa trẻ phụ dệt vải với Saro.
- Fawas Aina trong vai Adigun: đứa trẻ phụ dệt vải với Saro
- Eyiyemi Afolayan trong vai Công chúa Omowunmi.[6]: con gái của Nữ hoàng Alaafin Ademuyiwa.
- Taiwo Hassan trong vai Nữ hoàng Alaafin Ademuyiwa.
- Hakeem Kae-Kazim trong vai Vua Aderoju: vua của Oyo.
- Adedeji Aderemi trong vai tộc trưởng	Oyo.
- Toyin Afolayan trong vai tộc trưởng Oyo.
- Samson Eluwole trong vai tộc trưởng Oyo.
- Bashiru Ishola trong vai tộc trưởng Oyo.
- Dele Odule trong vai tộc trưởng Oyo.
- Toyin Bifarin Ogundeji trong vai tộc trưởng Oyo.
- Rasaq Olayiwola trong vai tộc trưởng Oyo.
- Sunday Omobolanle trong vai tộc trưởng Oyo.

Làng Ojumo
- Ropo Ewenla trong vai vua Asohun: vua của làng Ojumo.
- Chief Yemi Elebuibon trong vai Trưởng tư tế Fakunle.
- Ariyike Owolagba trong vai Omowon: vợ 2 của Saro.
- Temitope Komolafe trong vai Bimpe: vợ 3 của Saro.
- Awoyinfa Elebuibon trong vai Adeoye: hoàng tử làng Ojumo.
- Adedoja Adeyemi trong vai Ajoke: công chúa làng Ojumo.
- Kareem Adepoju trong vai tộc trưởng làng Ojumo.
- Adeoye Adewale trong vai tộc trưởng làng Ojumo.
- Fathia Balogun trong vai	Nữ hoàng ở Ojumo.
- Babatunde Bangbode trong vai tộc trưởng làng Ojumo.
- Ayandotun Emmanuel trong vai tộc trưởng làng Ojumo.
- Aisha Lawal trong vai Olori Sunkanmi.
- Yetunde Ogunsola trong vai mẹ của Akin, vợ của gã thợ săn.
- Yinka Quadri trong vai bố của Akin, gã thợ săn
- Olaluyi Jacob trong vai Akin: con của lão thợ săn, được Saro cứu sống.
- Ronke Ojo trong vai Olori Agba

## Sản xuất
Anikulapo, sản phẩm của Kunle Afolayan hợp tác với Netflix, do Jonathan Kovel sản xuất và quay tại khu nghỉ dưỡng KAP mới khai trương ở một ngôi làng ở bang Oyo,. Bộ phim được sản xuất và quay trên một khu đất rộng 40 mẫu Anh (16 ha) với tất cả cơ sở hạ tầng và các tòa nhà đều được xây mới để phù hợp với quá trình sản xuất đồng thời có ý định biến nó thành một làng điện ảnh. Quá trình sản xuất còn có sự góp mặt của Eyiyemi Afolayan - con gái của nhà làm phim Kunle Afolayan, điều này đã được BusinessDay mô tả là "củng cố di sản của gia đình" Afolayan vì triều đại của họ đã được biết đến trong lĩnh vực điện ảnh từ thế hệ đầu tiên.